# Hubert Maresch
Hubert Maresch (* 28. Dezember 1874 in Liesing; † Jänner 1955 in Wien) war ein österreichischer Baumeister und Architekt.

## Leben
Er war der Sohn von Josef Maresch, von dem er nach Abschluss der Staatsgewerbeschule 1895 schrittweise den florierenden Baumeisterbetrieb übernahm. Hubert Maresch hat hauptsächlich Bauten in Liesing realisiert. Er war verheiratet mit Paula Stelzer, mit der er einen Sohn hatte, der ebenfalls den elterlichen Betrieb übernahm. Er wurde am Friedhof Liesing bestattet.

## Bauten
| Foto |                 | Baujahr   | Name                                               | Standort                                             | Beschreibung                                                                    | Metadaten                                                                   |
| ---- | --------------- | --------- | -------------------------------------------------- | ---------------------------------------------------- | ------------------------------------------------------------------------------- | --------------------------------------------------------------------------- |
| ja   | Datei hochladen | 1896      | Wohnhaus                                           | Wien 23, Breitenfurter Straße 563 Standort           | Anmerkung: damals Liesing                                                       | P84(Architekt):Hubert Maresch P131(Ort):Wien Region-ISO:AT-9                |
| ja   | Datei hochladen | 1899      | Wohnhaus                                           | Wien 23, Haeckelstraße 3 Standort                    | Anmerkung: damals Liesing, seinem Vater Josef Maresch zugeschrieben             | P84(Architekt):Hubert Maresch, Josef Maresch P131(Ort):Wien Region-ISO:AT-9 |
| ja   | Datei hochladen | 1904      | Wohn- und Geschäftshaus Fanny-Hof                  | Wien 23, Haeckelstraße 1 Standort                    | Benannt nach seiner Mutter Franziska "Fanny" Maresch. Anmerkung: damals Liesing | P84(Architekt):Hubert Maresch P131(Ort):Wien Region-ISO:AT-9                |
| BW   | Datei hochladen | 1906      | Villa                                              | Wien 23, Endresstraße 99 Standort                    | Villa Sana Anmerkung: damals Mauer bei Wien, Adaptierung und Umbau              | P84(Architekt): P131(Ort):                                                  |
| ja   | Datei hochladen | 1906      | Wohnhaus                                           | Wien 23, Lehmanngasse 13 Standort                    | Anmerkung: damals Liesing                                                       | P84(Architekt):Hubert Maresch P131(Ort):Wien Region-ISO:AT-9                |
| ja   | Datei hochladen | 1907      | Miethaus                                           | Wien 23, Elisenstraße 17 Standort                    | Anmerkung: damals Liesing                                                       | P84(Architekt):Hubert Maresch P131(Ort):Wien Region-ISO:AT-9                |
| ja   | Datei hochladen | 1909      | Österreichischer Turnerbund und Turnverein Liesing | Wien 23, Franz-Heider-Gasse 14 Standort              |                                                                                 | P84(Architekt):Hubert Maresch P131(Ort):Liesing Region-ISO:AT-9             |
| ja   | Datei hochladen | 1910      | Miethaus                                           | Wien 23, Haymogasse 54 Standort                      | Anmerkung: damals Mauer bei Wien                                                | P84(Architekt): P131(Ort):                                                  |
| ja   | Datei hochladen | 1911–1912 | Miethaus                                           | Wien 4, Theresianumgasse 11 Standort                 | Anmerkung: mit Rudolf Krausz                                                    | P84(Architekt):Hubert Maresch, Rudolf Krausz P131(Ort):Wien Region-ISO:AT-9 |
| ja   | Datei hochladen | 1921      | Arbeiterwohnhaus                                   | Mannersdorf am Leithagebirge, Hanfretzweg 1 Standort | Anmerkung: mit E. Lentzendorf                                                   | P84(Architekt): P131(Ort):                                                  |
|      | Datei hochladen | 1929      | Einfamilienhaus                                    | Wien 23, Elisenstraße 91 Standort                    | zerstört                                                                        | P84(Architekt): P131(Ort):                                                  |